# Heinrich von Eglingen
Heinrich von Eglingen (latinisiert: Henricus de Eglingen, mit dem Beinamen de la Scala oder de Scalis; italienisch: Enrico di Eglingen; 14. Jahrhundert) war ein deutscher Ritter aus einem schwäbischen Adelsgeschlecht, der als Condottiere und Anführer einer Reitertruppe in Italien Kriegsdienste gegen Sold im Auftrag verschiedener italienischer Herrscher leistete, unter anderem in Mantua und Turin. Was über ihn bekannt ist, stammt zum großen Teil aus dem Archivio di Stato di Mantova.

## Herkunft
Für die Herkunft Heinrichs von Eglingen gibt es zwei unterschiedliche Angaben: Karl Heinrich Schäfer ordnete ihn 1911 dem Ortsadel in Eglingen bei Münsingen zu aufgrund seines in Italien geführten Wappens, das übereinstimmt mit bildlichen Darstellungen, die das Wappen dieses Adelsgeschlechts zeigen, etwa in Otto von Albertis Württembergischem Adels- und Wappenbuch. Darin folgte ihm auch Gunther Dohl in seiner Abhandlung über die Grafen von Wartstein, der Heinrich von Eglingen als Nachfahren des Geschlechts der dortigen Eglingen versteht. Othmar von Stotzingen gab jedoch bereits 1911 und auch später zu bedenken, dass Heinrich als Ministeriale der Grafen von Oettingen schon aufgrund der lokalen Nähe wahrscheinlich eher aus Eglingen bei Neresheim stamme. Jedenfalls ist diese Familie Eglingen im Lehnbuch der Grafen von Oettingen nachgewiesen und Heinrich von Eglingen wird auch in einem in Mantua liegenden Brief von Guido Gonzaga als Lehensmann von Oettingen angesprochen.

## Söldnerführer in Italien
Wie und wann Heinrich nach Italien kam, ist nicht überliefert. Jedenfalls findet sich sein Siegel mit denen von 38 anderen Bannerherren auf einer Abmachung der Magna Societas oder „Großen Kompagnie“ mit der Stadt Siena über ein Durchzugsrecht, datiert 22. Juni 1359. Die Große Kompagnie, der er sich angeschlossen hatte, war die größte deutsche Söldnerkompanie in Italien, damals unter dem Kapitän Konrad von Landau. Ein Banner konnte damals in Italien etwa 20 Kämpfer umfassen, aber auch kleiner sein.
Wenig später trat Heinrich von Eglingen selbst als Kapitän einer bedeutenden Reiterschar in Erscheinung. Für die gewaltsam ausgetragenen dynastischen Auseinandersetzungen im Hause Gonzaga, Herren von Mantua und Reggio nell’Emilia, sicherte sich Feltrino Gonzaga die Dienste der von Heinrich angeführten Söldnerkompanie gegen seinen Neffen Ugolino. Aber auch die Gegenseite verfügte über deutsche Söldner und vor allem über die Unterstützung der Visconti, der Herrscher von Mailand und Pavia, Bernabò Visconti und Galeazzo II. Visconti. Schließlich kam es zu einem militärischen Treffen, bei dem Feltrinos Seite unterlag. Die Kompanie Heinrichs von Eglingen geriet in Gefangenschaft. Er und seine Kämpfer wurden nach Mantua gebracht und im dortigen festen Schloss in strengem Gewahrsam gehalten.

### Die Urkunde von 1361
Über die Reiterschar unter Heinrich von Eglingen ist einiges bekannt aus einer Urkunde, die im Original erhalten ist. Es handelt sich um einen Notariatsakt, datiert auf den 12. November 1361, über eine Urfehde bzw. eine Haftaussetzung auf Ehrenwort: Heinrich als capitaneus sowie 90 weitere Männer, darunter zwei Marschälle sowie conestabiles (Bannerherren) und caporales (Unterführer), schworen darin, niemals wieder etwas gegen die Mantuaner Gonzaga zu unternehmen, auf ein Jahr keine Kriegsdienste gegen Bernabò und Galeazzo Visconti zu leisten und sich spätestens zu Pfingsten 1362 wieder in Mantua den Siegern zu stellen („tamquam sui presonerii et captivi“, also als ihre Gefangenen). Im Gegenzug wurden sie auf dieses Ehrenwort hin freigelassen. Ungewöhnlich und wohl einzigartig an der großformatigen Urkunde ist, dass sie nicht nur mit den Siegeln, sondern auch mit 91 farbig ausgeführten Wappen der Ritter versehen ist, so wie sie sie im Krieg führten. Das sollte offenbar dem Zweck dienen, sie später im Kampfgeschehen identifizieren zu können. Am 29. Dezember 1361 schlossen sich weitere 15 Gefangene in einer eigenen Urkunde diesem Schwur an. Insgesamt handelte es sich damit um 106 Personen (Marschälle, Bannerherren und caporales), Heinrichs Kompanie muss also eine stattliche Größe aufgewiesen haben.
Bald darauf, am 7. Januar 1362, zogen 26 Bannerherren mit Heinrich als Kapitän in die Lombardei, wie ein Durchzugsvertrag mit Mantua nachweist. Diesen „Kern einer neugebildeten Kompanie“ nahm prompt Galeazzo Visconti in Dienst und schickte sie dem Grafen von Savoyen zur Unterstützung. Tatsächlich werden sie in Abrechnungen der Savoyer Kanzlei in Turin genannt. Visconti bat die Gonzaga brieflich darum, den Stellungstermin zu verschieben. Doch auch zum neuen Termin, dem 1. Januar 1363, präsentierte sich keiner dieser 26 in Mantua.

### Auseinandersetzungen mit den Gonzaga
Von den insgesamt 106 Söldnern, deren Siegel und Wappen auf den beiden Urkunden erscheinen, hielten ihr Ehrenwort gerade einmal 15. Sie wurden verpflichtet, sich einmal jährlich in Mantua zu präsentieren, sofern sie in Italien blieben; in Deutschland waren sie von dieser Verpflichtung befreit. Die anderen galten als eidbrüchig, sind aber wahrscheinlich ebenfalls schadlos nach Deutschland zurückgekehrt. Die bei Heinrich Gebliebenen aber verließen weder Italien noch den dortigen Kriegsdienst. Ugolino Gonzaga und nach dessen Tod sein Vater Guido Gonzaga bestanden weiterhin darauf, dass die Söldner ihre ehrenwörtliche Verpflichtung erfüllten, Guido setzte auch noch einmal einen Termin, doch Heinrich brachte brieflich immer wieder neue Ausflüchte vor. Schließlich bestritt er in einem Brief aus Mailand vom 8. August 1364 gar überhaupt die Rechtmäßigkeit der Vereinbarung, da sie mit Gewalt erpresst worden sei.
Daraufhin schlug Guido Gonzaga eine Entscheidung durch ein Schiedsgericht unter Galeotto Malatesta in Florenz vor und kündigte zugleich an, den Fall dem  Grafen von Oettingen (wohl als Lehnsherrn des Heinrich von Eglingen) sowie weiteren deutschen Fürsten und dem Hof des Römisch-deutschen Kaisers vorzulegen. Heinrich wies dies in einem Brief vom 21. August 1364 zurück und benannte den ihm wohlgesonnenen Galeazzo Visconti als für ihn akzeptablen Schiedsrichter. Es kam nie zu einer Verhandlung. Stattdessen publizierte Guido am 25. Juni 1365 einen offenen Brief, der die Namen der Eidbrecher öffentlich machte und auf diese Weise ihren Ruf diskreditieren sollte. Dies ist die letzte Spur von Heinrich von Eglingen im Mantuaner Archiv, über sein weiteres Leben ist nichts bekannt.

## Name, Wappen, Siegel

Wappen Heinrichs von Eglingen in der Urkunde von 1361 (photolithographische kolorierte Reproduktion)

In der Urkunde von 1361 gab Heinrich seinen Namen als „Henricus de Eglingen dictus de la Scala“ an (dictus = genannt). Der Beiname „de la Scala“, auch „de Scalis“ wie in der Sieneser Urkunde von 1359, hat nichts mit den Della Scala oder Scaliger, den Herren von Verona, zu tun. Sehr wahrscheinlich bezieht er sich auf das im Kriege geführte und auf der Urkunde bildlich dargestellte Wappen Heinrichs, in Rot eine silberne Egge, wohl als redendes Wappen nach Eglingen, dem Stammsitz des schwäbischen Rittergeschlechts. Da die heraldische Darstellung der Egge der einer Leiter ähneln kann, wird in der Literatur vermutet, dass die Egge in Italien als eine Leiter (italienisch: scala) fehlgedeutet wurde, wie sie im Wappen der Della Scala zu sehen ist.
Das Siegel trägt die Umschrift „S[igillum] Henrici de Eglon“, dazu einen gotisch umrahmten Schild mit entsprechendem Helm und Decken als Zier sowie einer Egge als Wappenbild.
In dem abschließenden Abschnitt der Urkunde sind die Namen in den meisten Fällen den Wappen zugeordnet. Bei Heinrich von Eglingen, der als erster in der Liste erscheint, heißt es über seinem Wappen: „D[ominus] Henrichus de Eglingen miles et capit[aneus] compagne“. Er wird also hier als adliger Herr (Dominus) und Ritter (miles) geführt, was nur für wenige in dieser Liste zutrifft, zudem als Anführer (capitaneus) der ganzen compagna. Im Original der Urkunde ist die Darstellung von Heinrichs Wappen beschädigt, Schäfer rekonstruierte es 1911 anhand einer zeitnah angefertigten Kopie.
Karl Heinrich Schäfer geht davon aus, dass mindestens noch ein weiterer Vertreter des Geschlechts „von Eglingen“ als Söldner in Italien tätig war. Er verweist auf einen Condellinus de Eclin, der im Juli 1354 in einem Vertrag der Stadt Florenz mit der Großen Kompagnie unter Fra Moriale und Konrad von Landau erwähnt wird (nurmehr in einer chronikalischen Aufzeichnung vorhanden). Schäfer vermutet, dass „Condellinus“ als Diminutiv von „Günther“ und „Eclin“ als „Eglingen“ zu verstehen ist, unter Verweis auf die Wappenurkunde von 1361.